# Amazaspui Mamicônio
Amazaspui Mamicônio (em armênio/arménio: Համազասպուհի Մամիկոնյան; romaniz.: Hamazaspuhi Mamikonyan) foi uma nobre armênia do século IV.

## Etimologia
Amazaspes (Αμαζάσπες, Amazáspes) ou Amazaspo (Amazaspus; Αμαζάσπος, Amazáspos) são as formas latina e grega do persa médio Hamazaspe (*Hamazāsp) que, em última análise, deriva do persa antigo Hamazaspa (Hamāzāspa). Embora a etimologia precisa de *Hamazāsp/Hamāzāspa permaneça sem solução, pode ser explicada através do avéstico *hamāza-, "colisão/confronto" + aspa-, "cavalo", ou seja, "aquele que possuía corcéis de guerra". Foi registrado em armênio (Համազասպ, Hamazasp) e georgiano (em georgiano: ამაზასპ, Amazasp’) como Hamazaspe. Amazaspui, em particular, é a junção do nome Amazaspes / Hamazaspe + o sufixo uhi (-ուհի), que indica feminino.

## Vida

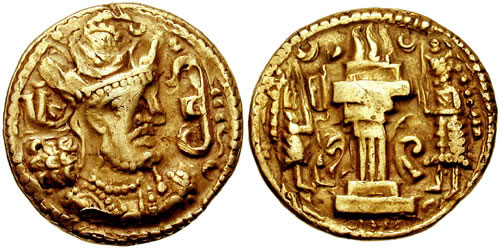
Dinar de r.

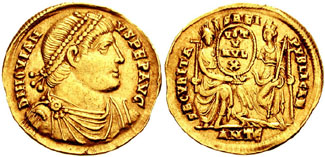
Soldo de Joviano r.

Amazaspui pertencia à família Mamicônio, mas sua genealogia é incerta. Segundo Christian Settipani, pode ter sido filha de Amazaspo, que supostamente era filho de Artavasdes I e a filha do rei da Ibéria Amazaspo III (r. 260–265). Já Cyril Toumanoff a viu como filha de Artavasdes II, o filho de Vache I e neto de Artavasdes I. Para ambos, era irmã dos nobres Amazaspiano I, Vaanes, Bagoas, Vasaces I e Vardanes I.
Nina Garsoïan descarta a ideia de Toumanoff, pois as fontes deixam claro que Artavasdes II era jovem no ponto que é citado, de modo que seria improvável que fosse pai de tantos filhos. Em correção, toma o Amazaspes citado no capítulo XXXVII do livro V das Histórias Épicas de Fausto, o Bizantino como um segundo filho de Vache I. Também supõe que este Amazaspes teve ao menos duas esposas, a primeira delas sendo mãe de Vasaces, Vardanes, Amazaspui, Amazaspiano / Amazaspes e Bagoas, e a segunda sendo mãe de Vaanes e outros possíveis filhos. O motivo disso é que Vaanes é citado como meio-irmão de Amazaspui (Histórias Épicas, IV.xlix).
Seja como for, se sabe com certeza que Amazaspui era esposa de Gareguim II. Foi martirizada durante a ocupação da Reino da Armênia pelas tropas do xá Sapor II (r. 309–379) do Império Sassânida depois de 363, quando os romanos sob o imperador Joviano (r. 363–364) acordaram o tratado de paz que pôs fim ao conflito até então em curso. Diz Fausto que Gareguim fugiu, deixando-a para trás e os persas a levaram para Vã, na terra de Tospitis, onde foi enforcada numa torre alta sobre uma caverna rochosa.